# Aoratothrips tenuis
Aoratothrips tenuis (лат.) — вид трипсов, единственный в составе рода Aoratothrips Priesner, 1933 из семейства Thripidae (Thysanoptera).

## Распространение
Род был описан для одного вида с острова Ява. Тот же вид, по-видимому, широко распространен в Таиланде, Сараваке и северной Австралии, а также в Юньнане на юге Китая.

## Описание
Мелкие насекомые с четырьмя бахромчатыми крыльями. Самка макроптерная. Голова шире длины; сильно сетчатая, не выступает перед глазами, глазничная область приподнята в виде выраженного цилиндра; затылочный гребень отсутствует, щёки не втянуты; две пары заднеглазничных волосков; нижнечелюстные пальпы 2-сегментные. Антенны 8-сегментные, сегмент I без парных дорсо-апикальных волосков; III с вильчатыми конусами, IV с одним вильчатым и одним простым конусом. Пронотум сильно сетчатый, без длинных волосков. Мезонотум целый, сетчатый, с переднемедиальными кампановидными сенсиллами. Метанотум сильно сетчатый с треугольными срединными волосками за передним краем; кампановидные сенсиллы близко к заднему краю. Переднее крыло с передними бахромчатыми ресничками длиннее костальных; первая жилка с широким промежутком в ряду волосков, дистально две щетинки; вторая жилка с двумя волосками, клавус с четырьмя жилковыми, но без дискальных волосков; заднемаргинальные бахромчатые реснички волнистые. Ноги без сильной сетчатости, лапки 1-сегментные. Тергиты брюшка без ктенидий, с целым краспедумом; II тергит без особой скульптуры; III—VIII с сеткой латерально, VIII задний край с гребнем латерально; IX с двумя парами кампановидных сенсилл; X без срединного расщепления. Стерниты с целым краспедумом на заднем крае, II—VII с тремя парами постеромаргинальных волосков. Самцы темнее самок, стерниты с поровой пластинкой. Данные о хозяевах отсутствуют, но предположительно эти виды живут на листьях.

## Классификация
В подсемействе Panchaetothripinae род Aoratothrips разделяет сходство с родом Euhydatothrips из Африки.